# Balaruc-les-Bains
 Balaruc-les-Bains es una población y comuna francesa, situada en la región de Occitania, departamento de Hérault, en el distrito de Montpellier y cantón de Frontignan.

## Demografía
| 1 838 | 1 830 | 2 957 | 4 369 | 5 013 | 5 688 | 6 130 |
| Para los censos de 1962 a 1999 la población legal corresponde a la población sin duplicidades (Fuente: INSEE [Consultar]) |       |       |       |       |       |       |